# Arbeitsgericht Saarbrücken

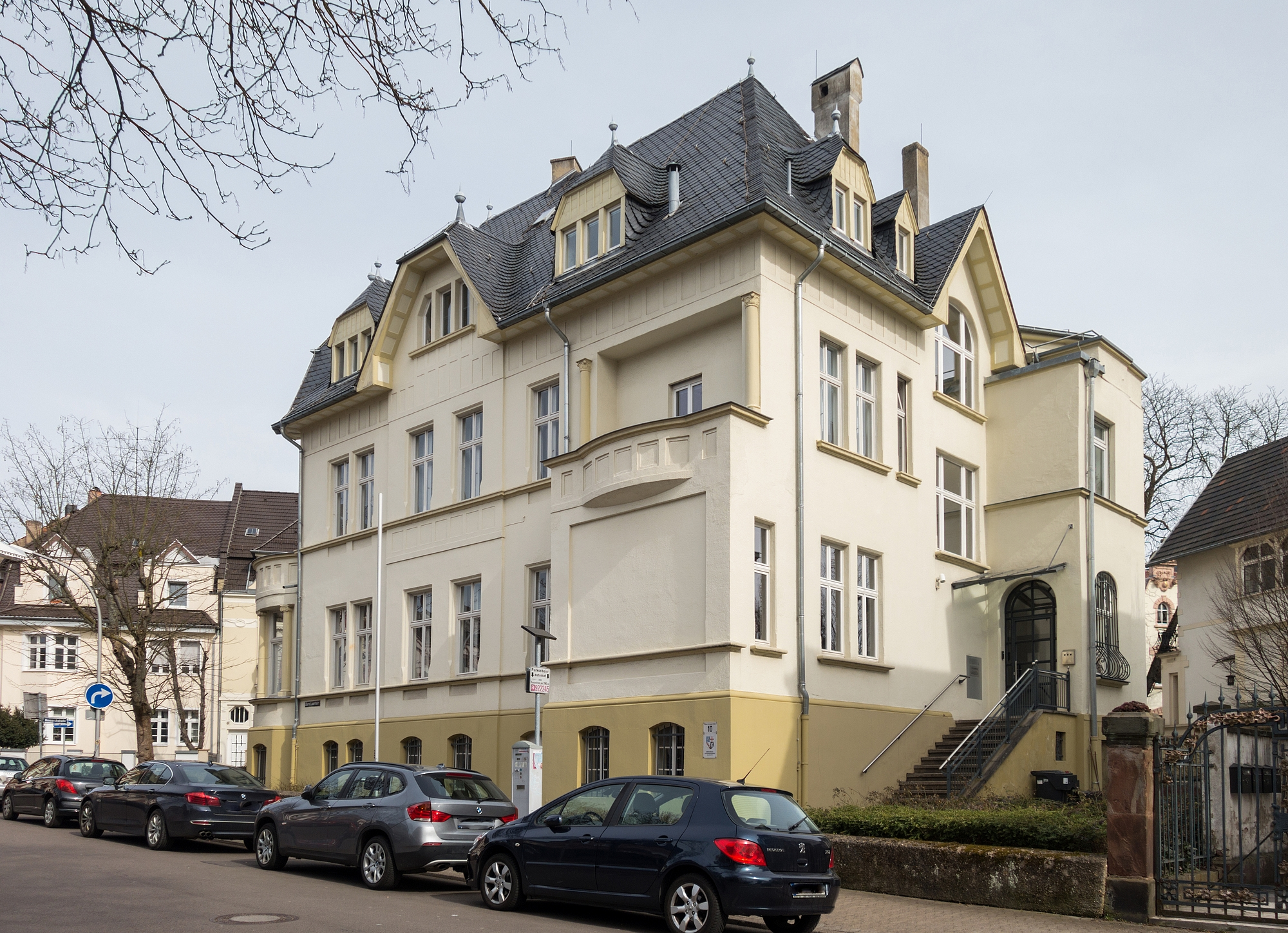
Gebäude des ehemaligen Arbeitsgerichts Saarbrücken

Das Arbeitsgericht Saarbrücken war ein deutsches Gericht der Arbeitsgerichtsbarkeit. Zusammen mit den beiden anderen saarländischen Arbeitsgerichten Neunkirchen und Saarlouis wurde es zum 1. April 2018 aufgehoben.

## Gerichtssitz und -bezirk
Das Gericht hatte seinen Sitz in Saarbrücken im Gebäude Obere Lauerfahrt 10 gemeinsam mit dem Landesarbeitsgericht Saarland.
Das Arbeitsgericht Saarbrücken war örtlich  für Rechtsstreitigkeiten aus dem Regionalverband Saarbrücken zuständig. Durch die Aufhebung des Gerichts ging dieser Gerichtsbezirk in den des Arbeitsgerichts Saarland über, welches seitdem für das gesamte Bundesland zuständig ist.

## Übergeordnete Gerichte
Dem Arbeitsgericht Saarbrücken waren das Landesarbeitsgericht Saarland und im weiteren Rechtszug das Bundesarbeitsgericht übergeordnet.

## Geschichte
1927 wurden in Deutschland Arbeitsgerichte eingerichtet. Saarbrücken war Teil des von Deutschland abgetrennten Saargebietes. Hier wurden keine Arbeitsgerichte gebildet (siehe auch Gerichtsorganisation im Saargebiet). Nach der Saarabstimmung kam das Saargebiet zurück zum Reich und das Arbeitsgericht Saarbrücken wurde mit der Verordnung über die Errichtung von Arbeitsgerichten und eines Landesarbeitsgerichtes im Saarland vom 16. Mai 1935 gebildet. Es war für die Sprengel der Amtsgerichte Saarbrücken, Völklingen, Sulzbach, St. Ingbert und Blieskastel zuständig. Übergeordnet war das Landesarbeitsgericht Saarbrücken. Es wurde eine Kammer für Arbeiter, eine Kammer für Angestellte und eine für das Handwerk gebildet. Daneben entstand eine Kammer für die Mitarbeiter der Reichsbahndirektion Saarbrücken.
Nach der Besetzung Deutschlands durch die Alliierten wurden 1945 zunächst alle Gerichte geschlossen. Die ordentlichen Gerichte wurden schon bald wieder eröffnet, während die Arbeitsgerichte zunächst außer in Hamburg nicht wieder eingerichtet wurden, so dass arbeitsgerichtliche Streitigkeiten von den ordentlichen Gerichten erledigt werden mussten. Gemäß Kontrollratsgesetz 21 sollten in Deutschland Arbeitsgerichte aufgebaut werden. So wurde in Saarbrücken das Arbeitsgericht neu gebildet. Zum 1. April 2018 wurde es wieder aufgehoben.